# Edward Hiiboro Kussala
Edward Hiiboro Kussala (ur. 23 marca 1964 w Source Yubu), znany także jako Barani Eduardo Hiiboro Kussala – południowosudański duchowny katolicki, biskup Tombura-Yambio od 2008.

## Życiorys
Święcenia kapłańskie otrzymał w dniu 20 maja 1994 roku i został inkardynowany do diecezji Tombura-Yambio. Po święceniach został wikariuszem w Mboki oraz rektorem miejscowego niższego seminarium. W latach 2002–2005 studiował w Rzymie, zaś po powrocie do kraju objął stanowisko wykładowcy seminarium w Chartumie.
W dniu 19 kwietnia 2008 roku papież Jan Paweł II mianował go ordynariuszem diecezji Tombura-Yambio w metropolii Dżuba. Sakry udzielił mu 29 czerwca 2008 roku arcybiskup metropolita Chartumu kardynał Gabriel Zubeir Wako.
Przewodniczący Konferencji Episkopatu Sudanu od 2016.